# Naeleck
Naeleck (* 10. Februar 1989 in Rennes, Bretagne) ist ein französischer Musikproduzent der Elektronischen Tanzmusik. 

## Leben
Nach seinen Anfängen als DJ in Frankreich begann er sich auf die Produktion von Dark Electro zu verlegen. Er zog nach Japan um und kreierte dort einen untoten Charakter mit einer Maske im Manga-Stil mit großen Augen und krokodilähnlichen Zähnen. Er trat sowohl maskiert auf, nutzte sein Alter Ego aber auch für Videos im Animestil und GIF-Sticker. Daneben gründete er die beiden Labels Haku Records und Dancing Dead.
Bekannt in Europa wurde er durch seine Sets auf verschiedenen Festivals. In Japan war er lange Resident-DJ von BlockFM und später Digitally Imported.
Er ist in diversen Top-Listen vertreten. So belegte er Platz 11 in der Loud-Liste der 50 besten japanischen DJs, wobei er der einzige Ausländer auf dieser Liste war. 2021 belegte er erstmals einen Platz in den Top 100 des DJ Magazine. Er erreichte Platz 72 im Corona-Jahr insbesondere, da er durch die Livepause mit seinem Musikstil experimentierte und unter anderem mit Sarah Rebecca einen neuen Weg einschlug. Zudem konzentrierte er sich auf TikTok und seinen audiovisuellen Stil. Ein Jahr später fiel er auf Platz 74. Unter anderem erschienen zwei offizielle Anime-Remixe auf Sony Music Japan sowie eine Coverversion von Creep von Radiohead zusammen mit Haley Reinhart. Zudem erweiterte er sein musikalisches Spektrum um Hardstyle.
2023 erschien der Track Boyz in Paris mit Marnik und Vinai, der Platz 86 der deutschen Charts erreichte.

## Diskografie

### EPs
- 2011: Agaru (TCY Recordings)

### Singles
- 2013: Disease (mit Oddity)
- 2014: Violence
- 2015: Danse Macabre (mit Oddity)
- 2016: Threnody
- 2018: Take a Sip (mit Ferd & n3)
- 2020: Virtual Gaming (mit Hige Driver)
- 2020: All My Heroes (mit Sarah Rebecca)
- 2021: Neo Tokyo (mit Kan Takahiko)
- 2021: Final Boss (mit Hige Driver)
- 2021: Stay (mit Jenil & Heon Seo)
- 2021: Dark Is All I See (mit Oddity & Wasiu)
- 2022: Creep (mit Haley Reinhart)
- 2022: Swan Lake (mit NLCK)
- 2022: Christmas Kaboom (mit Sarah Rebecca)
- 2023: The Sinner (mit Vinai & Raakmo)
- 2023: Dom Dom Yes Yes (mit Timmy Trumpet & R3hab)
- 2023: I Feel the Magic (mit Lucky Luke & Zhiko)
- 2023: Boyz in Paris (mit Marnik & Vinai)
- 2023: Can Can (mit NLCK)
- 2023: Kabuki (mt Oddity)
- 2023: Kingdom Party (mit Alfons)
- 2023: Lilith (mit Bigmoo & Paul Keen)